# Elaine Sturtevant
Pour les articles homonymes, voir Sturtevant.
Elaine Sturtevant est une artiste américaine, née le 23 août 1924 à Lakewood dans l'Etat de l'Ohio et morte le 7 mai 2014 à Paris, où elle vivait et travaillait depuis 1992. Elle est considérée comme l'inspiratrice du mouvement appropriationniste, une étiquette qu'elle n'a pas accepté.

## Biographie
Née à Lakewood dans l'Ohio, Sturtevant fait ses études à l'Art Institute de Chicago et à l'Arts students League et à l'université Columbia de New York,.
Elle s'installe à Paris en 1992. Elle meurt le 7 mai 2014 à Paris.

## Carrière professionnelle
Sturtevant commence sa carrière à New York en 1965, où elle reproduit les œuvres de jeunes artistes de l'époque. Bien qu'il soit difficile de distinguer ses œuvres des originaux, elle ne les considère pas comme des copies mais comme des « répétitions ». À travers cette pratique, Sturtevant révolutionne complètement le concept d'originalité. Toutes ses œuvres sont des reproductions de celles d'autres artistes, aucune ne part d'une image originale, mais ce ne sont pas de simples copies puisque l'artiste opère de mémoire.
Elle travaille d'abord à partir d’œuvres d'artistes américains comme Jasper Johns, Roy Lichtenstein, Claes Oldenburg et Andy Warhol. Warhol donne l'un de ses écrans de sérigraphie à Sturtevant afin qu'elle produise ses propres versions des « Flowers », et à une occasion, lorsqu'il est interrogé sur sa technique, il répond : « Je ne sais pas. Demandez à Elaine. »
Sa technique de répétition d'œuvres d'artistes notoires lui vaut des déboires notamment en 1971 et 1974 quand elle reproduit des œuvres de  Joseph Beuys à New-York. Elle questionne par sa provocation l'idée de l'originalité des œuvres et la notion de propriété, provoquant l'ire des artistes et des galéristes. Elle est toutefois défendue entre autres par Marcel Duchamp, dont elle a aussi reproduit les œuvres. Marcel Duchamp représente une exception dans le corpus des artistes qui l'inspirent, puisqu'elle s'attache en général à des artistes au début de leur carrière, tandis que Duchamp est déjà confirmé à cette époque. Dans une photographie datée de 1967, Sturtevant et Robert Rauschenberg posent en Adam et Ève, dans une répétition d'une photographie originale de 1924 de Man Ray dans laquelle apparaissent Marcel Duchamp et Brogna Perlmutter.
Le courant appropriationniste commence alors à émerger, incluant des artistes comme Richard Prince, Sherie Levine ou Mike Bidlo qui revisitent les œuvres de Marcel Duchamp, Andy Warhol, Barbara Pollock, Matisse et d'autres… Son œuvre est toutefois antérieure, et ne se confond pas avec ce mouvement. Elle est souvent considérée comme une précurseure du mouvement appropriationniste, mais récuse l'étiquette,.
Entre 1974 et 1985, Sturtevant cesse totalement de produire et d'exposer des œuvres.
Dans les années 1980, elle s'intéresse à une nouvelle génération d'artistes, dont Robert Gober, Anselm Kiefer, Paul McCarthy, et Felix Gonzalez-Torres. Elle maîtrise aussi bien la peinture, la sculpture, la photographie, la vidéo et le cinéma afin d'effectuer une gamme complète de copies des travaux des artistes qu'elle a choisis. La plupart du temps, elle les copie avant même que ceux-ci n'obtiennent une large reconnaissance.
Presque tous les artistes qu'elle a choisi de copier sont aujourd'hui considérés comme des incontournables de leur temps ou de leur style. Les critiques d'art se demandent comment elle parvenait à déceler à un stade aussi précoce des artistes aujourd'hui célèbres.
À partir de 2004, à la suite de son exposition rétrospective au Museum für Moderne Kunst de Francfort, son travail se concentre sur la question de la répétition à l'ère cybernétique.
En 2011, elle obtient le Lion d'or de la Biennale de Venise.
Son œuvre est considérée comme partie prenante du mouvement appropriationniste, mais les différences entre l'œuvre des appropriationnistes et l'œuvre de Sturtevant sont grandes. D'abord, les appropriationnistes changent le format de l'œuvre qu'ils copient, tandis que Sturtevant respecte les dimensions de l'œuvre qu'elle répète. De plus, elle trouve ses sources d'inspiration parmi les œuvres de ses contemporains et non pas dans les figures iconiques de l'art moderne, comme le font les appropriationnistes.

## Quelques expositions
- 1965 : Bianchini Gallery, New York.
- 1966 : America America, Paris, Galerie J.
- 1967 : The Store of Claes Oldenburg, New York, 623 East.
- 1992 : Stuttgart, Württembergischer Kunstverein[11].
- 2004 : Elaine Sturtevant - The Brutal Truth, Francfort, Museum für Moderne Kunst.
- 2006 : New York, Whitney Biennial.
- 2008 : Sturtevant, Consortium de Dijon.
- 2009 : Sturtevant: Modes of Thought, Londres, Tate Modern.
- 2010 : Sturtevant : The Razzle Dazzle of Thinking , Paris, MAM[12].
- 2011 : Biennale de Venise[10].
- 2012 : Sturtevant: Image over Image, Stockholm, Moderna Museet ; Zürich, Kunsthalle[13],[14].
- 2013 : Leaps, Bumps and Jumps, Londres, Serpentine Gallery.
- 2014 : Sturtevant: Drawing Double Reversal, Francfort, Museum für Moderne Kunst.
- 2014 : Sturtevant: Double Trouble, New York, Museum of Modern Art.
- 2014: Reloaded, Paris, Galerie Thaddaeus Ropac.

## Prix et distinctions
- 2013 : College Art Association, artist award for a distinguished body of work[15].
- 2011 : Lion d'Or, Biennale de Venise[16].
- 2008 : Greenburger Award, New Museum (New York)[17].